# Love Is a Shield
Love Is a Shield ist ein Lied der deutschen Synthiepop-Band Camouflage aus dem Jahr 1989. Das Stück ist die erste Singleauskopplung aus ihrem zweiten Studioalbum Methods of Silence.

## Entstehung und Veröffentlichung
Der Liedtext zu Love Is a Shield stammt von den beiden Camouflage-Mitgliedern Oliver Kreyssig und Marcus Meyn sowie dem britischen Musiker Peter Godwin. Die Musik  wurde vom Camouflage-Mitglied Heiko Maile komponiert. Für die Produktion zeichneten ebenfalls die drei Camouflage-Mitglieder, zusammen mit Axel Henninger, verantwortlich. An den Instrumenten engagierte man Johannes Luley an der Gitarre und Simone Winter an der Oboe. Die Aufnahmen erfolgten – ähnlich wie Feeling Down vom selben Album – schon vor der Albumproduktion im November 1988 im Dynaton Studio in Weiterstadt.
Die Erstveröffentlichung von Love Is a Shield erfolgte als Single im April 1989 durch Metronome Records. Diese erschien unter anderem als 7″-Single mit der B-Seite The Story of the Falling Fighters sowie als 12″-Single, die um eine sogenannte „Extended Version“ zu Love Is a Shield erweitert wurde. Am 5. Juni 1989 erschien es als Teil des zweiten Studioalbum Methods of Silence, dessen erste Singleauskopplung es ist. Am 8. Februar 2014 erschien eine Demoaufnahme zu Love Is a Shield auf dem Boxset The Box 1983–2013.
Um das Lied zu bewerben, erfolgte unter anderem ein Liveauftritt in Peters Pop Show sowie drei Auftritte in der ZDF-Hitparade, wo es in den Ausgaben 238–240 (Juli–September 1989) jeweils den ersten Platz belegte.

## Inhalt
Love Is a Shield ist ein langsamer, durchgängig in Moll gehaltener, englischsprachiger Synthiepop-Titel. Er weist einige Oboenmotive auf, Perkussionsinstrumente werden zur Untermalung verwendet.

## Musikvideo
Das dazugehörige Musikvideo entstand unter der Regie von Rainer Thieding. Es zeigt die Band in einer Art Oase an einem weiten Strand zwischen weißen Säulen und eiähnlichen Skulpturen. Zu sehen sind auch zwei kleine Mädchen, die anfangs einen Vogelkäfig tragen und dort ausgelassen spielen. Dann wechselt das Szenenbild zu einem Café. Hier sitzen einige Personen starr, ein Kellner, der eine Vogelmaske trägt, arbeitet, während im Hintergrund ein Schattenspiel eine Erschießungsszene darstellt. Zeitweise schneit es. Als die Mädchen mit dem Vogelkäfig in das Café kommen, schauen sie sich betroffen um.

## Rezeption

### Rezensionen
Auf der Webseite udiscover-music.de wurde der Song gemeinsam mit The Great Commandment als „ewige(r) Klassiker“ gewürdigt.

### Charts und Chartplatzierungen
Love Is a Shield stieg am 29. Mai 1989 auf Rang 42 der deutschen Singlecharts ein. Seine beste Platzierung erreichte die Single am 31. Juli 1989 mit Rang neun. Sie konnte sich 29 Wochen am Stück in den Top 100 platzieren, fünf Wochen davon in den Top 10. Letztmals konnte sich Love Is a Shield in der Chartwoche vom 11. Dezember 1989 in den Charts platzieren. 1989 belegte das Lied Rang 18 der deutschen Single-Jahrescharts. In Österreich stieg Love Is a Shield am 1. September 1989 auf Rang 23 ein und erreichte seine Höchstplatzierung in der folgenden Chartausgabe mit Rang elf. Für eine Top-10-Platzierung musste es sich dabei Dressed for Success (Roxette) geschlagen geben. Die Single konnte sich drei Monate (6 Halbmonatsausgaben) in den Charts platzieren. In der Schweiz stieg das Lied am 10. September 1989 auf Rang 29 ein. Nachdem es in der Folgewoche wieder die Charts verließ, konnte es sich nochmals am 1. Oktober 1989 für eine Woche platzieren, wo es ebenfalls Rang 29 belegte.
Für Camouflage avancierte Love Is a Shield nach The Great Commandment, Strangers Thoughts und Neighbours zum vierten Charthit in Deutschland. Es ist der einzige Top-10-Hit der Band und zugleich der erfolgreichste Dauerbrenner. In Österreich und der Schweiz ist es die einzige Chartsingle der Band.
| ChartsChartplatzierungen | Höchstplatzierung | Wochen/ Monate |
| ------------------------ | ----------------- | -------------- |
| Deutschland (GfK)        | 9 (29 Wo.)        | 29 Wo.         |
| Österreich (Ö3)          | 11 (3 Mt.)        | 3 Mt.          |
| Schweiz (IFPI)           | 29 (2 Wo.)        | 2 Wo.          |

| ChartsJahrescharts (1989) | Platzierung |
| ------------------------- | ----------- |
| Deutschland (GfK)         | 18          |

### Auszeichnungen für Musikverkäufe
Im Juni 2023 erhielt das Lied eine Goldene Schallplatte für über 250.000 verkaufte Einheiten, was es mit The Great Commandment (ebenfalls 250.000 verkaufte Einheiten) zur kommerziell erfolgreichsten Single der Band in Deutschland macht.
| Land/Region        | Auszeichnungen für Musikverkäufe (Land/Region, Auszeichnung, Verkäufe) | Verkäufe |
| ------------------ | ---------------------------------------------------------------------- | -------- |
| Deutschland (BVMI) | Gold                                                                   | 250.000  |
| Insgesamt          | 1× Gold ·                                                              | 250.000  |

## Coverversionen (Auswahl)
Coverversionen existieren etwa von Cabballero, Leslie Clio, Bastian Harper oder auch Letzte Instanz.